# Pour un dollar d'argent
Pour plus de détails, voir Fiche technique et Distribution.
Pour un dollar d'argent (titre original : Sangue di sbirro) est un film italien réalise par Alfonso Brescia et sorti en 1976,,.

## Synopsis
Le policier Joe Caputo est tué à Philadelphie par Mallory, un patron de la mafia locale. Son fils  Dan, policier, décide de le venger avec l'aide du gangster Duke. Son ingérence déclenche une guerre entre deux gangs rivaux et finalement parvient à réhabiliter son père.

## Notice technique
- Titre : Pour un dollar d'argent
- Titre original : Sangue di sbirro
- Réalisation : Alfonso Brescia
- Sujet : Aldo Crudo, Alfonso Brescia
- Scénario : Aldo Crudo, Alfonso Brescia
- Photographie : Silvio Fraschetti
- Montage : Carlo Broglio
- Musique : Alessandro Alessandroni
- Décors : Bartolomeo Scavia
- Costumes : Elena De Cupis
- Société de production : Hilda Film
- Société de distribution : (Italie) - Cia Film
- Genre: policier
- Durée : 85 min
- Langue originale : Italien
- Pays de production :  Italie
- Année : 1976[5]

## Distribution
- George Eastman : Dan Caputo
- Jack Palance : Duke
- Jenny Tamburi : Susan
- Roberto Giraudo : le capitaine Jeffries
- Ugo Bologna : Mallory
- Jut Grams : Sharp
- Renato Montalbano : Toledo
- Nicole Barthelmy : Belle
- Aldo Cecconi : Agent Owen
- Giorgio Sciolette